# Piper ponapense
Piper ponapense är en pepparväxtart som beskrevs av C. Dc.. Piper ponapense ingår i släktet Piper och familjen pepparväxter. Inga underarter finns listade i Catalogue of Life.